# 不正当竞争
不正当竞争（unfair competition）是指经营者在市场竞争中采取违法手段谋取竞争利益的行为。1986年修订的《瑞士反不正当竞争法》规定:“不正当竞争是指任何欺骗性商业行为，或以其他手段违反诚实信用原则的任何商业行为”。依照《保护工业产权巴黎公约》，“在工商领域任何与诚实商业惯例相悖的竞争行为均构成不正当竞争。《布莱克法律辞典》认为，不正当竞争是指“在贸易和商业中不诚实或欺诈的竞争”。
不正当竞争一般发生在经济领域，是反不正当竞争法的规制对象。反不正当竞争的法律深深扎根于国家法律体系之中，而该法律体系在欧洲国家（或至少在某些欧洲国家中）的发展程度大相径庭。

## 不正当竞争行为
- 傾銷
- 獨佔交易
- 操控價格
- 抵制交易
- 市場劃分協議
- 捆綁銷售
- 轉售價格維持
- 市场混淆行为
- 壟斷
- 商业贿赂
- 虚假宣传、比較廣告或引人误解的宣传
- 侵犯商业秘密
- 违法的有奖销售
- 商业诽谤
- 惡意收購
- 補貼
- 立法規管
- 保護主義、關稅、進口配額
- 專利權和著作權的濫用
- 數字權利管理
- 職業許可證發放

## 文献资料
1. ↑  . 北京大学出版社. 2005  [2020-07-27]. （原始内容存档于2020-08-12）.
2. ↑  . 清华大学出版社有限公司. 2004: 48–  [2020-07-27]. （原始内容存档于2020-08-12）.
3. ↑  谢次昌. . 中国法制出版社. 1994  [2020-07-27]. （原始内容存档于2020-08-13）.
4. ↑  . 清华大学出版社有限公司. 2005: 118–.
5. ↑  华国庆. . 法律出版社. 2016年4月1日: 160–  [2020年7月27日]. （原始内容存档于2020年7月30日）.
6. ↑  Frauke Henning-Bodewig. . Kluwer Law International B.V. 2006-01-01: 1–  [2020-07-27]. （原始内容存档于2020-08-13）.